# Daniel Fila
Daniel Fila (Brno, 21 agosto 2002) è un calciatore ceco, attaccante del Venezia.

## Carriera

### Club
Cresciuto nel settore giovanile dello Zbrojovka Brno, debutta in prima squadra il 6 novembre 2020 in occasione del match di 1. liga vinto 1-0 contro il Jablonec.
Al termine della stagione si trasferisce a titolo definitivo al Mladá Boleslav.
Dopo un’esperienza di tre anni allo Slavia Praga, interrotta per un prestito al Teplice condito da 14 reti, il 3 febbraio 2025 passa a titolo definitivo al Venezia. Esordisce sei giorni dopo, giocando da titolare la partita in casa con la Roma, persa per 0-1. Il 12 aprile seguente segna la sua prima rete in serie A, decisiva per il successo contro il Monza (1-0).

### Nazionale
Ha giocato nelle nazionali giovanili ceche Under-18 ed Under-21.

## Statistiche

### Presenze e reti nei club
Statistiche aggiornate al 24 maggio 2025.
| Stagione            | Squadra             | Campionato          | Campionato | Campionato | Coppe nazionali | Coppe nazionali | Coppe nazionali | Coppe continentali | Coppe continentali | Coppe continentali | Altre coppe | Altre coppe | Altre coppe | Totale | Totale |
| Stagione            | Squadra             | Comp                | Pres       | Reti       | Comp            | Pres            | Reti            | Comp               | Pres               | Reti               | Comp        | Pres        | Reti        | Pres   | Reti   |
| ------------------- | ------------------- | ------------------- | ---------- | ---------- | --------------- | --------------- | --------------- | ------------------ | ------------------ | ------------------ | ----------- | ----------- | ----------- | ------ | ------ |
| 2020-2021           | Zbrojovka Brno      | 1L                  | 21         | 1          | CRC             | 1               | 0               | -                  | -                  | -                  | -           | -           | -           | 22     | 1      |
| 2021-feb. 2022      | Mladá Boleslav      | 1L                  | 20         | 4          | CRC             | 3               | 1               | -                  | -                  | -                  | -           | -           | -           | 23     | 5      |
| feb.-giu. 2022      | Slavia Praga        | 1L                  | 12         | 1          | CRC             | -               | -               | -                  | -                  | -                  | -           | -           | -           | 12     | 1      |
| 2022-feb. 2023      | Slavia Praga        | 1L                  | 2          | 0          | CRC             | 0               | 0               | UECL               | 2                  | 1                  | -           | -           | -           | 4      | 1      |
| feb.-giu. 2023      | Teplice             | 1L                  | 15         | 4          | CRC             | 1               | 0               | -                  | -                  | -                  | -           | -           | -           | 16     | 4      |
| 2023-2024           | Teplice             | 1L                  | 27         | 10         | CRC             | 2               | 1               |                    | -                  | -                  |             | -           | -           | 29     | 11     |
| Totale Teplice      | Totale Teplice      | Totale Teplice      | 42         | 14         |                 | 3               | 1               |                    | -                  | -                  |             | -           | -           | 45     | 15     |
| 2024-gen. 2025      | Slavia Praga        | 1L                  | 4          | 1          | CRC             | 1               | 0               | UCL+UEL            | 0+4                | 0                  | -           | -           | -           | 9      | 1      |
| Totale Slavia Praga | Totale Slavia Praga | Totale Slavia Praga | 18         | 2          |                 | 1               | 0               |                    | 6                  | 1                  |             | -           | -           | 25     | 3      |
| gen.-giu. 2025      | Venezia             | A                   | 10         | 2          | CI              | -               | -               | -                  | -                  | -                  | -           | -           | -           | 10     | 2      |
| Totale carriera     | Totale carriera     | Totale carriera     | 111        | 23         |                 | 8               | 2               |                    | 6                  | 1                  |             | -           | -           | 125    | 26     |

### Cronologia presenze e reti in nazionale
| Cronologia completa delle presenze e delle reti in nazionale ― Rep. Ceca under 21 | Cronologia completa delle presenze e delle reti in nazionale ― Rep. Ceca under 21 | Cronologia completa delle presenze e delle reti in nazionale ― Rep. Ceca under 21 | Cronologia completa delle presenze e delle reti in nazionale ― Rep. Ceca under 21 | Cronologia completa delle presenze e delle reti in nazionale ― Rep. Ceca under 21 | Cronologia completa delle presenze e delle reti in nazionale ― Rep. Ceca under 21 | Cronologia completa delle presenze e delle reti in nazionale ― Rep. Ceca under 21 | Cronologia completa delle presenze e delle reti in nazionale ― Rep. Ceca under 21 |
| Data                                                                              | Città                                                                             | In casa                                                                           | Risultato                                                                         | Ospiti                                                                            | Competizione                                                                      | Reti                                                                              | Note                                                                              |
| --------------------------------------------------------------------------------- | --------------------------------------------------------------------------------- | --------------------------------------------------------------------------------- | --------------------------------------------------------------------------------- | --------------------------------------------------------------------------------- | --------------------------------------------------------------------------------- | --------------------------------------------------------------------------------- | --------------------------------------------------------------------------------- |
| 2-9-2021                                                                          | České Budějovice                                                                  | Rep. Ceca under 21                                                                | 1 – 0                                                                             | Slovenia under 21                                                                 | Qual. Europeo Under-21 2023                                                       | -                                                                                 | 71’                                                                               |
| 6-9-2021                                                                          | České Budějovice                                                                  | Rep. Ceca under 21                                                                | 4 – 0                                                                             | Albania under 21                                                                  | Qual. Europeo Under-21 2023                                                       | 1                                                                                 | 73’                                                                               |
| 7-10-2021                                                                         | Pristina                                                                          | Kosovo under 21                                                                   | 0 – 1                                                                             | Rep. Ceca under 21                                                                | Qual. Europeo Under-21 2023                                                       | -                                                                                 | 65’ 82’                                                                           |
| 12-10-2021                                                                        | České Budějovice                                                                  | Rep. Ceca under 21                                                                | 3 – 0                                                                             | Kosovo under 21                                                                   | Qual. Europeo Under-21 2023                                                       | -                                                                                 | 46’                                                                               |
| 25-3-2022                                                                         | Elbasan                                                                           | Albania under 21                                                                  | 0 – 1                                                                             | Rep. Ceca under 21                                                                | Qual. Europeo Under-21 2023                                                       | -                                                                                 | 73’                                                                               |
| 29-3-2022                                                                         | Andorra la Vella                                                                  | Andorra under 21                                                                  | 0 – 3                                                                             | Rep. Ceca under 21                                                                | Qual. Europeo Under-21 2023                                                       | 2                                                                                 | 76’                                                                               |
| 3-6-2022                                                                          | České Budějovice                                                                  | Rep. Ceca under 21                                                                | 1 – 2                                                                             | Inghilterra under 21                                                              | Qual. Europeo Under-21 2023                                                       | 1                                                                                 | 73’                                                                               |
| 13-6-2022                                                                         | Brno                                                                              | Rep. Ceca under 21                                                                | 7 – 0                                                                             | Andorra under 21                                                                  | Qual. Europeo Under-21 2023                                                       | -                                                                                 |                                                                                   |
| 23-9-2022                                                                         | Reykjavík                                                                         | Islanda under 21                                                                  | 1 – 2                                                                             | Rep. Ceca under 21                                                                | Qual. Europeo Under-21 2023                                                       | -                                                                                 | 81’                                                                               |
| 27-9-2022                                                                         | České Budějovice                                                                  | Rep. Ceca under 21                                                                | 0 – 0                                                                             | Islanda under 21                                                                  | Qual. Europeo Under-21 2023                                                       | -                                                                                 | 74’                                                                               |
| 22-6-2023                                                                         | Batumi                                                                            | Rep. Ceca under 21                                                                | 0 – 2                                                                             | Inghilterra under 21                                                              | Europeo Under-21 2023 - 1º turno                                                  | -                                                                                 | 66’                                                                               |
| 28-6-2023                                                                         | Kutaisi                                                                           | Israele under 21                                                                  | 1 – 0                                                                             | Rep. Ceca under 21                                                                | Europeo Under-21 2023 - 1º turno                                                  | -                                                                                 |                                                                                   |
| 7-9-2023                                                                          | Uherské Hradiště                                                                  | Rep. Ceca under 21                                                                | 2 – 0                                                                             | Slovacchia under 21                                                               | Amichevole                                                                        | -                                                                                 | 46’                                                                               |
| 12-9-2023                                                                         | Reykjavík                                                                         | Islanda under 21                                                                  | 2 – 1                                                                             | Rep. Ceca under 21                                                                | Qual. Europeo Under-21 2025                                                       | -                                                                                 | 65’                                                                               |
| 13-10-2023                                                                        | České Budějovice                                                                  | Rep. Ceca under 21                                                                | 1 – 1                                                                             | Galles under 21                                                                   | Qual. Europeo Under-21 2025                                                       | -                                                                                 | 34’ 64’                                                                           |
| 21-3-2024                                                                         | Pardubice                                                                         | Rep. Ceca under 21                                                                | 3 – 0                                                                             | Irlanda del Nord under 21                                                         | Amichevole                                                                        | -                                                                                 | 46’                                                                               |
| 26-3-2024                                                                         | Hradec Králové                                                                    | Rep. Ceca under 21                                                                | 4 – 1                                                                             | Islanda under 21                                                                  | Qual. Europeo Under-21 2025                                                       | 2                                                                                 | 80’                                                                               |
| 15-11-2024                                                                        | Lovanio                                                                           | Belgio under 21                                                                   | 0 – 2                                                                             | Rep. Ceca under 21                                                                | Qual. Europeo Under-21 2025                                                       | 1                                                                                 | 78’                                                                               |
| 19-11-2024                                                                        | Hradec Králové                                                                    | Rep. Ceca under 21                                                                | 1 – 1                                                                             | Belgio under 21                                                                   | Qual. Europeo Under-21 2025                                                       | -                                                                                 | 64’                                                                               |
| 21-3-2025                                                                         | Lorca                                                                             | Spagna under 21                                                                   | 2 – 2                                                                             | Rep. Ceca under 21                                                                | Amichevole                                                                        | 2                                                                                 | 79’                                                                               |
| 24-3-2025                                                                         | San Pedro del Pinatar                                                             | Rep. Ceca under 21                                                                | 0 – 2                                                                             | Norvegia under 21                                                                 | Amichevole                                                                        | -                                                                                 | 63’                                                                               |
| 12-6-2025                                                                         | Dunajská Streda                                                                   | Rep. Ceca under 21                                                                | 1 – 3                                                                             | Inghilterra under 21                                                              | Europeo Under-21 2025 - 1º turno                                                  | 1                                                                                 | 64’                                                                               |
| 15-6-2025                                                                         | Dunajská Streda                                                                   | Rep. Ceca under 21                                                                | 2 – 4                                                                             | Germania under 21                                                                 | Europeo Under-21 2025 - 1º turno                                                  | -                                                                                 |                                                                                   |
| 18-6-2025                                                                         | Dunajská Streda                                                                   | Slovenia under 21                                                                 | 0 – 2                                                                             | Rep. Ceca under 21                                                                | Europeo Under-21 2025 - 1º turno                                                  | 1                                                                                 | 46’ 77’                                                                           |
| Totale                                                                            |                                                                                   | Presenze                                                                          | 24                                                                                |                                                                                   | Reti                                                                              | 11                                                                                |                                                                                   |